# Promicrogaster
Promicrogaster (лат.) — род мелких наездников подсемейства Microgastrinae из семейства Braconidae (Ichneumonoidea).

## Распространение
Неотропика и Неарктика.

## Описание
Мелкие паразитические наездники, длина тела от 1,8 м до 5,3 мм. От близких родов отличается очень длинным и прямым яйцекладом, который длиннее задней голени почти в 2 раза, килевидным клипеусом, длинным гипопигием; латеральная поверхность скутеллюма с полированными участками (лунулами); проподеум килевидный; I-й тергит брюшка от гладкого до бороздчатого; II-й тергит шире своей длины. Жгутик усика 16-члениковый. Нижнечелюстные щупики 5-члениковые, нижнегубные щупики состоят из 3 сегментов. Дыхальца первого брюшного тергиты находятся на латеротергитах. Паразитируют предположительно на гусеницах бабочек.

## Классификация
Род был впервые выделен в 1913 году на основании типового вида Promicrogaster terebrator Brues and Richardson, 1913, а его валидный статус подтверждён американским энтомологом Уильямом Ричардом Мейсоном в 1981 году. Promicrogaster принадлежит к подсемейству Microgastrinae.
- Promicrogaster alexmartinezi — Коста-Рика[3]
- Promicrogaster andreyvallejosi — Коста-Рика[3]
- Promicrogaster apharea — Бразилия, Мексика
- Promicrogaster brandondinartei — Коста-Рика[3]
- Promicrogaster carus
- Promicrogaster daniellopezi — Коста-Рика[3]
- Promicrogaster daretrizoi — Коста-Рика[3]
- Promicrogaster eddycastroi — Коста-Рика[3]
- Promicrogaster eimyobandoae — Коста-Рика[3]
- Promicrogaster erigone
- Promicrogaster fabiancastroi — Коста-Рика[3]
- Promicrogaster fabriciocambroneroi — Коста-Рика[3]
- Promicrogaster floridakeys — США[5]
- Promicrogaster gainesvillensis — США[5]
- Promicrogaster hillaryvillafuerteae — Коста-Рика[3]
- Promicrogaster huachuca — США[5]
- Promicrogaster jaymeae — Канада, США[5]
- Promicrogaster kevinmartinezi — Коста-Рика[3]
- Promicrogaster kiralycastilloae — Коста-Рика[3]
- Promicrogaster leilycastilloae — Коста-Рика[3]
- Promicrogaster liagrantae — Коста-Рика[3]
- Promicrogaster luismendezi — Коста-Рика[3]
- Promicrogaster madreanensis — США[5]
- Promicrogaster merella
- Promicrogaster miranda — Панама, Тринида
- Promicrogaster monteverdensis — Коста-Рика[3]
- Promicrogaster munda — Коста-Рика, Гондурас, Мексика, Панама
- Promicrogaster naomiduarteae — Коста-Рика[3]
- Promicrogaster pablouzagai — Коста-Рика[3]
  - или в составе Hypomicrogaster
- Promicrogaster polyporicola — Панама
- Promicrogaster prater
- Promicrogaster rondeau — Канада[5]
- Promicrogaster ronycastilloi — Коста-Рика[3]
- Promicrogaster saraswatii
- Promicrogaster sebastiancambroneroi — Коста-Рика[3]
- Promicrogaster spilopterus
- Promicrogaster sterope
- Promicrogaster terebrator
- Promicrogaster tracyvindasae — Коста-Рика[3]
- Promicrogaster virginianus — США[5]